# Chì chì chì cò cò cò/Caaasa
Chì chì chì cò cò cò/Caaasa è un singolo discografico di Pippo Franco, pubblicato nel 1983.

## Descrizione
Chì chì chì cò cò cò è un brano rap scritto da Demcek, pseudonimo di Massimo Di Cicco, Ferruccio Fantone, Giuseppe Cecconi e dello stesso Pippo Franco, su arrangiamenti di Pierluigi Giombini, ispirandosi a un'incisione in swahili del 1975 del gruppo Black Blood intitolata Kirie Kirio (ma non accreditandola), gruppo noto in Italia soprattutto per il brano Aie a Mwana.
Il singolo di Pippo Franco ottenne un grande successo, raggiungendo la seconda posizione dei singoli più venduti, divenendo il 17° singolo più venduto in Italia del 1983.
Caaasa è la canzone pubblicata sul lato B del singolo, scritta da Bombrillo, pseudonimo di Gabriele Varano, e dallo stesso Pippo Franco. Il brano è dedicato al film di fantascienza E.T. l'extra-terrestre di Steven Spielberg, uscito l'anno precedente alla pubblicazione del brano; Pippo Franco usa la celebre frase pronunciata dall'alieno protagonista della pellicola ("E.T. telefono casa") come pretesto per imbastire un testo satirico sulla mancanza degli appartamenti in città e sulla questione dell'equo canone, argomento affrontato anche nel coevo film Sfrattato cerca casa equo canone, uscito in contemporanea al singolo.
Il 45 giri fu distribuito in Italia dalla Dischi Ricordi, in Germania dall'etichetta Ariola con numero di catalogo 105 352 e in Grecia su etichetta Music-Box con numero di catalogo SMB 10130. Venne pubblicato anche un Maxi single a 12 pollici con una versione extended e la relativa versione strumentale sempre extended, sul lato b con numero di catalogo LUX 10001. Il maxi single venne pubblicato anche in Spagna su etichetta Hispavox con numero di catalogo 549 033.
Lo stesso anno il gruppo Alagözler ne incise una versione in turco (Ki ki ki ko ko ko), di cui la cantante Atiye ha fatto una cover nel 2016.

## Tracce
1. Chì chì chì cò cò cò
2. Caaasa